# Bisdom Ekiti
Het bisdom Ekiti (Latijn: Dioecesis Ekitiensis) is een rooms-katholiek bisdom met als zetel Ado-Ekiti, de hoofdstad van de staat Ekiti in Nigeria. Het bisdom is suffragaan aan het aartsbisdom Ibadan.

## Geschiedenis
Het bisdom werd opgericht op 30 juli 1972, uit het bisdom Ondo, als het bisdom Ado-Ekiti. Op 11 december 1972 werd de naam gewijzigd naar bisdom Ekiti. 

## Parochies
In 2019 telde het bisdom 63 parochies. Het bisdom had in 2019 een oppervlakte van 5.877 km2 en telde 3.224.660 inwoners waarvan 13,1% rooms-katholiek was.

## Bisschoppen
- Michael Patrick Olatunji Fagun (30 juli 1972 - 17 april 2010)
- Felix Femi Ajakaye (17 april 2010 - heden)

Ibadan (aartsbisdom) · Ekiti · Ilorin · Ondo · Osogbo · Oyo